# 코블
코블(Korbel, 이전 명칭: 노스포크/North Fork)은 미국 캘리포니아주 험볼트군의 미편입지구이다. 블루레이크에서 동-남동쪽으로 1.5마일(2.4킬로미터) 떨어진 지점에 위치해 있으며 고도는 154피트(47미터)이다. ZIP 코드는 95550이다.

## 올드 애로 트리
캘리포니아 역시 표기 번호 164인 올드 애로 트리(The Old Arrow Tree)는 이스트 오브 코블에서 0.8마일 떨어진 곳에 위치해 있다.